# عقاب مارخور ماداگاسکاری
عقاب مارخور ماداگاسکاری (نام علمی: Eutriorchis astur) نام یک گونه از تیره عقابیان است.